# Olasz Szabó Soma
Olasz Szabó Soma (Debrecen, 1984. október 10. –) magyar színművész, O. Szabó István Jászai-díjas színművész fia.

## Életrajz

### Tanulmányai
Szülővárosában, az Ady Endre Gimnázium irodalmi-drámai tagozatán érettségizett 2003-ban. A budapesti Színház- és Filmművészeti Egyetemen 2007-ben végzett, Máté Gábor és Horvai István osztályában.

### Munkássága
Pályáját szabadfoglalkozásúként kezdte, játszott többek közt a Vígszínházban, az Evangélium Színházban, a Budapesti Kamaraszínházban, a debreceni Csokonai Színházban és a Miskolci Nemzeti Színházban. Vendégszereplőként fellép a Vojtina Bábszínházban. A színészet mellett színpadi beszédet és versmondást tanít egykori gimnáziuma drámatagozatos diákjainak.
Vendégművészként az Irodalmi Rádiónál is közreműködött.
2012. április 18-án tartotta meg premier előadásban Petőfi Sándor elbeszélő költeményét, „Az apostolt”. A premierre a debreceni Ady Endre Gimnáziumban került sor.

#### Színházi szerepei
Színház- és Filmművészeti Egyetem (Ódry Színpad)
- Brecht–Zsótér Sándor: Az anya/ Ivan Veszovcsikov/Nyikoláj Veszovcsikov
- Závada Pál–Máté Gábor: Bethlen/ Bethlen Gábor, fejedelem
- Geoffrey Chaucer–Kovalik Balázs: Canterbury mesék/ Walter
- Gogol–Gothár Péter: Háztűznéző/ Csocsalov, tengerész
- Szép Ernő–Réthly Attila: Vőlegény/ Rudi
- Máté Gábor: Sugár Bébi Láv/ a zongorista[5]

Evangélium Színház
- Vörösmarty Mihály: Csongor és Tünde/ Csongor
- Gotthold Ephraim Lessing: Bölcs Náthán/ Egy ifjú templomos lovag
- Bella István–O. Szabó István: Tudsz-e még világul?/ Az ifjú

Miskolci Nemzeti Színház
- Jávori Ferenc–Halasi Imre: Menyasszonytánc/ Bárány András[6]
- William Shakespeare–Fandl Ferenc: Szentivánéji álom/ Demetrius, Gyalu
- Varró Dániel, Teslár Ákos, Presser Gábor-Seres Ildikó: Túl a Maszat-hegyen/ Muhi Andris[7]
- Szüle Mihály, Walter László, Harmath Imre – Tasnádi Csaba: Egy bolond százat csinál/ Intéző / 1. Ápoló[8]
- Rudyard Kipling, Dés László, Geszti Péter, Békés Pál–Krámer György: A dzsungel könyve/ Maugli[9]

Budapesti Kamaraszínház - Tivoli

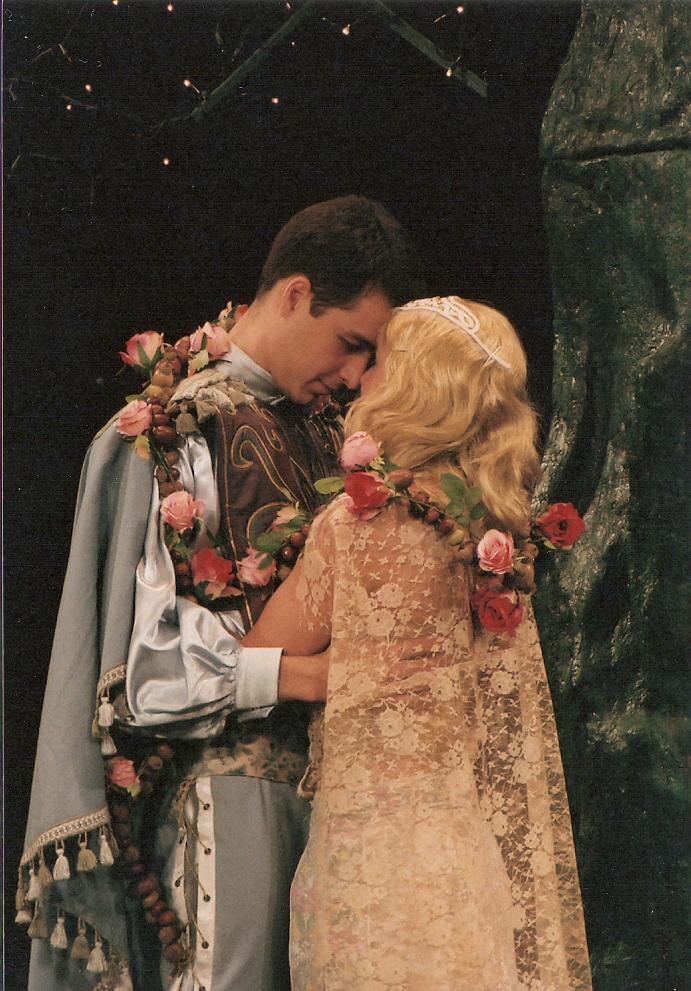
Csongor (Vörösmarty: Csongor és Tünde, partnere Lass Bea)

- Fejes Endre–Léner András: Mocorgó/Iric[10]

Nyugati Teátrum
- Babiczky Tibor, Simon Márton–Halász Glória: Nyavalyások/ Freder[11]

Klebelsberg Kultúrkúria
- Büki Attila–Kiss Gábor: Sára holdja/ Sándor, egyetemi hallgató

Vígszínház
- Gabriel García Márquez–Forgács Péter: Száz év magány/ Katona

Csokonai Színház
- Dés László, Nemes, Böhm, Korcsmáros–Horváth Patrícia: Valahol Európában/ Hosszú
- Pesti-Nagy Kata – Pesti Nagy: „A Nap ugyanis FELKEL…”/ A költő[12]
- Móricz Zsigmond – Várhalmi Ilona: Légy jó  Mindhalálig/ Sarkadi tanár úr[13]
- Lackfi János – Fige Attila: A dühös lovag/ Kanóc – becsületes nevén Taddeo, Francesca öccse[14]
- Ratkó József  – Csíkos Sándor: Segítsd a királyt!/ Sebő[15]
- Benedek Elek Pesty – Nagy Kati: Tűzrőlpattant Tündérország/ Fővarjú[16]
- Petőfi Sándor: Az apostol[17]

Vojtina Bábszínház
- Galuska László Pál – Kovács Petra Eszter: Égen-földön túl[18]
- Grimm testvérek meséje alapján – Kuthy Ágnes: A farkas és a hét kecskegida[19]

Orfeoszínház
- Szakonyi Károly: Ítéletnapig/Őrzött[20]
- Szakonyi Károly: Váróterem/Férfi[21]

Egyéb előadások és fellépések
- Buzogány Béla: A Petőfi-titok/Luby Zsigmond[22]
- Végh Veronika – Csáki Szabolcs: Leopold Születésnapja (szovjet mese alapján) /Fehér egér[23]
- Pinczés István – Hangfogó Együttes: A mindenségen át – in memoriam John Lennon /John Lennon[24]

#### Tv-s szerepek
- 2006 – Robin Hood 1. évad 10. rész – földműves[25]
- 2014 – Kossuth papja – Földy János[26]
- 2016 – Barátok közt E8278. – Gál Béla